# 小行星7943
小行星7943（英語：7943）是一颗围绕太阳公转的小行星。1991年8月5日，亨利·E·霍爾特在帕洛马山发现了此天体。
这颗小行星的绝对星等为86.00391277481361等。